# Dříteč
Obec Dříteč (německy:Drzitsch) se nachází na levém břehu řeky Labe asi 8 km severně od krajského města Pardubice. Žije zde 655 obyvatel.

## Historie
První zmínka o obci pochází z roku 1229.

## Památky v obci
- Gotický kostel sv. Petra a Pavla pocházející ze druhé poloviny 14. století, upravený v roce 1699. Na pravé straně kostela se nachází deska Václava Veverky (1790 až 1849), který je zde pochován a který se svým bratrancem Františkem Veverkou vynalezl ruchadlo. Významná je též fresková výzdoba kostela od výtvarníka Vojmíra Vokolka z 60. let 20. století[4].
- Boží muka
- Památkově chráněný tříobloukový betonový Němčický most, který byl vybudován v letech 1933-1934 firmou Josef a František Novák z Hradce Králové a v roce 2002 prošel velkou rekonstrukcí.

## Fotogalerie

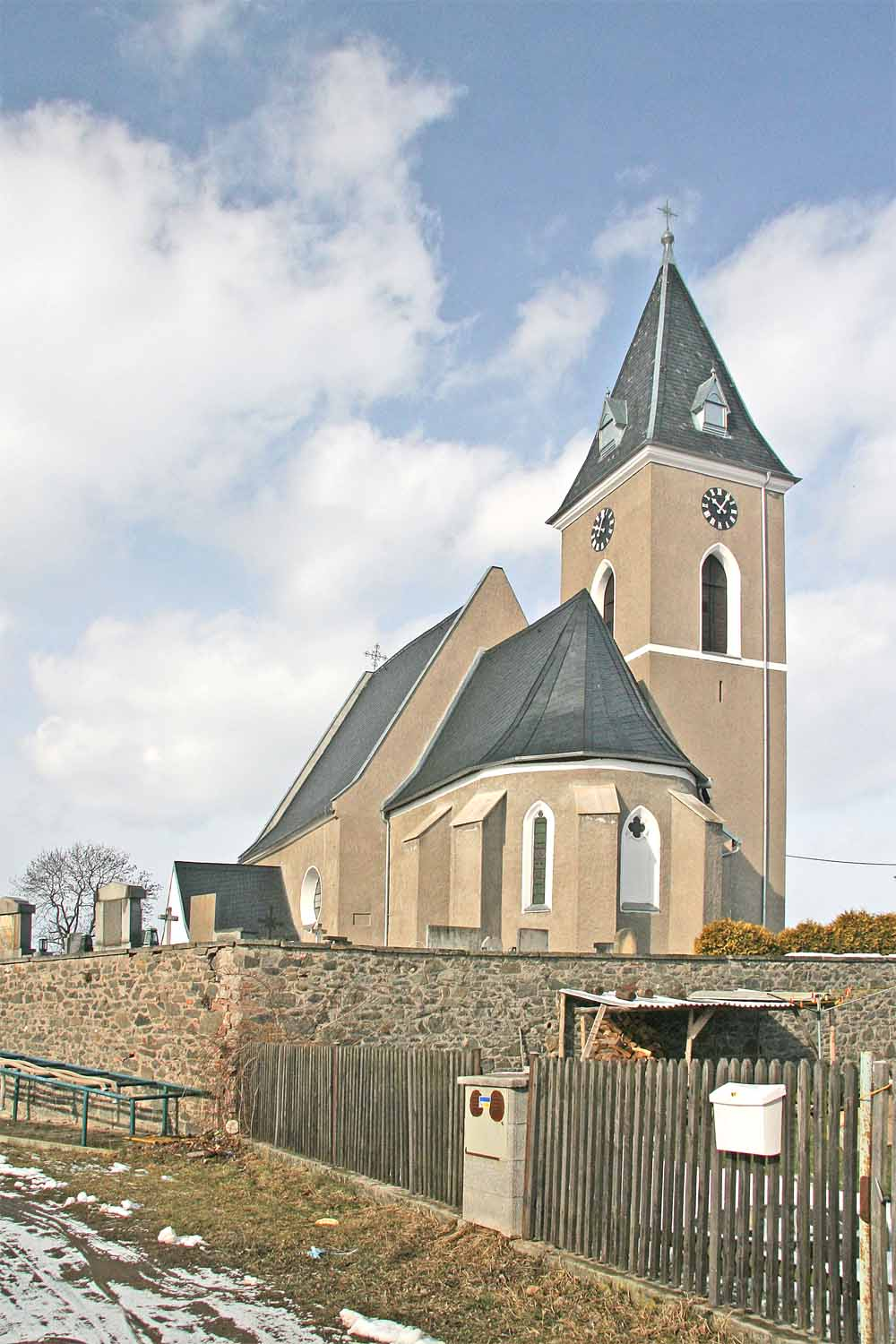
Gotický kostel Svatých Petra a Pavla
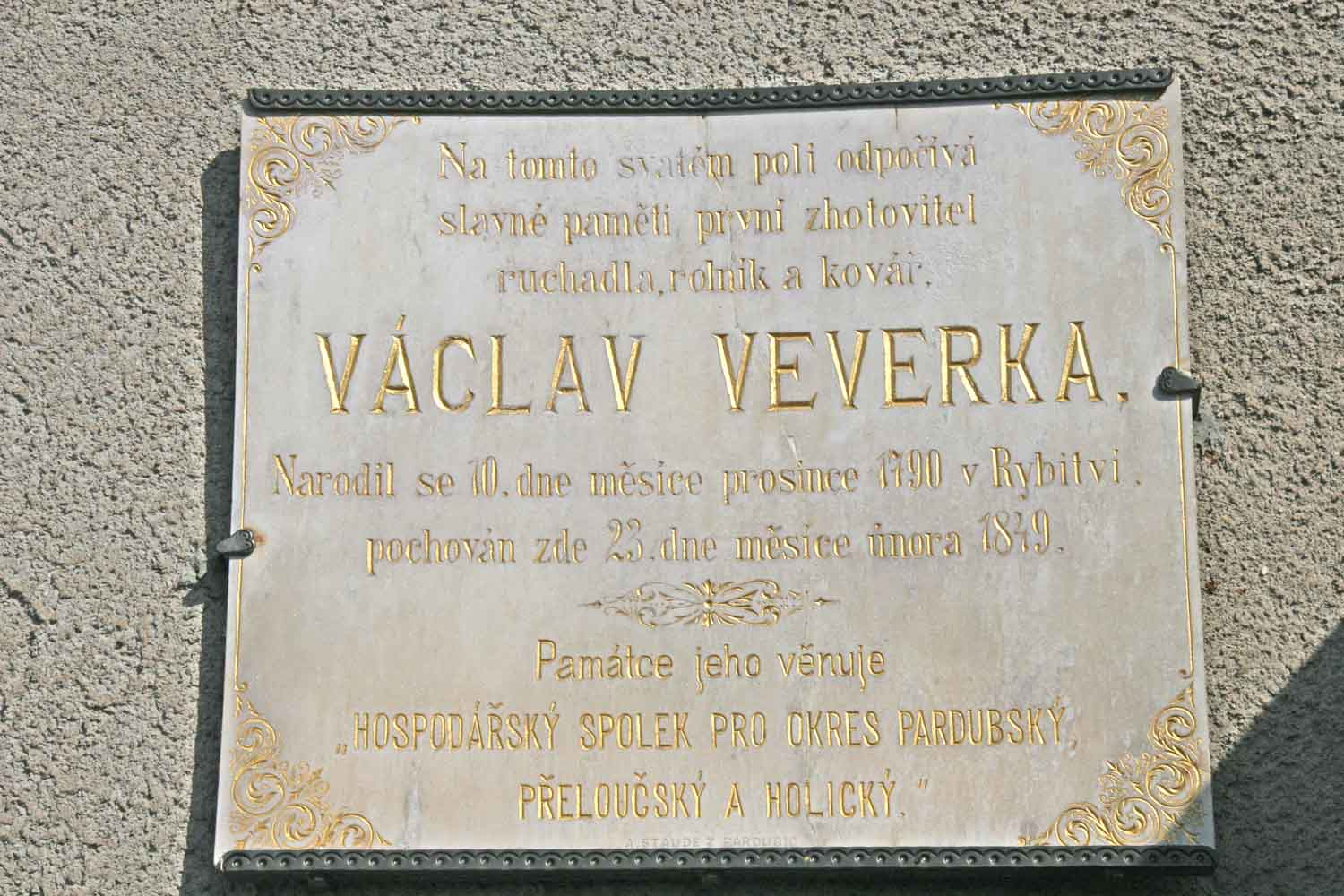
Pamětní deska Václava Veverky na kostele
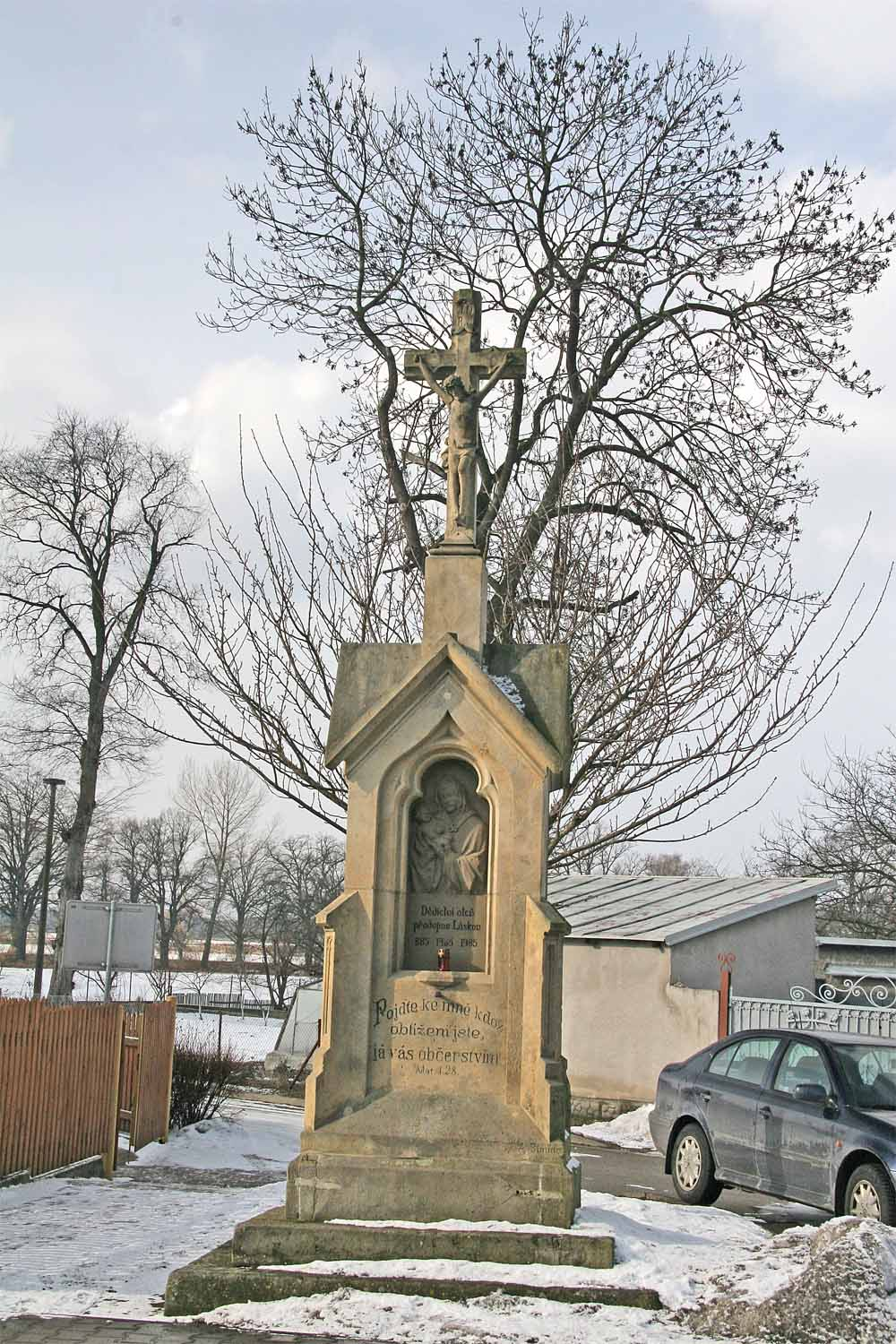
Boží muka (1884)
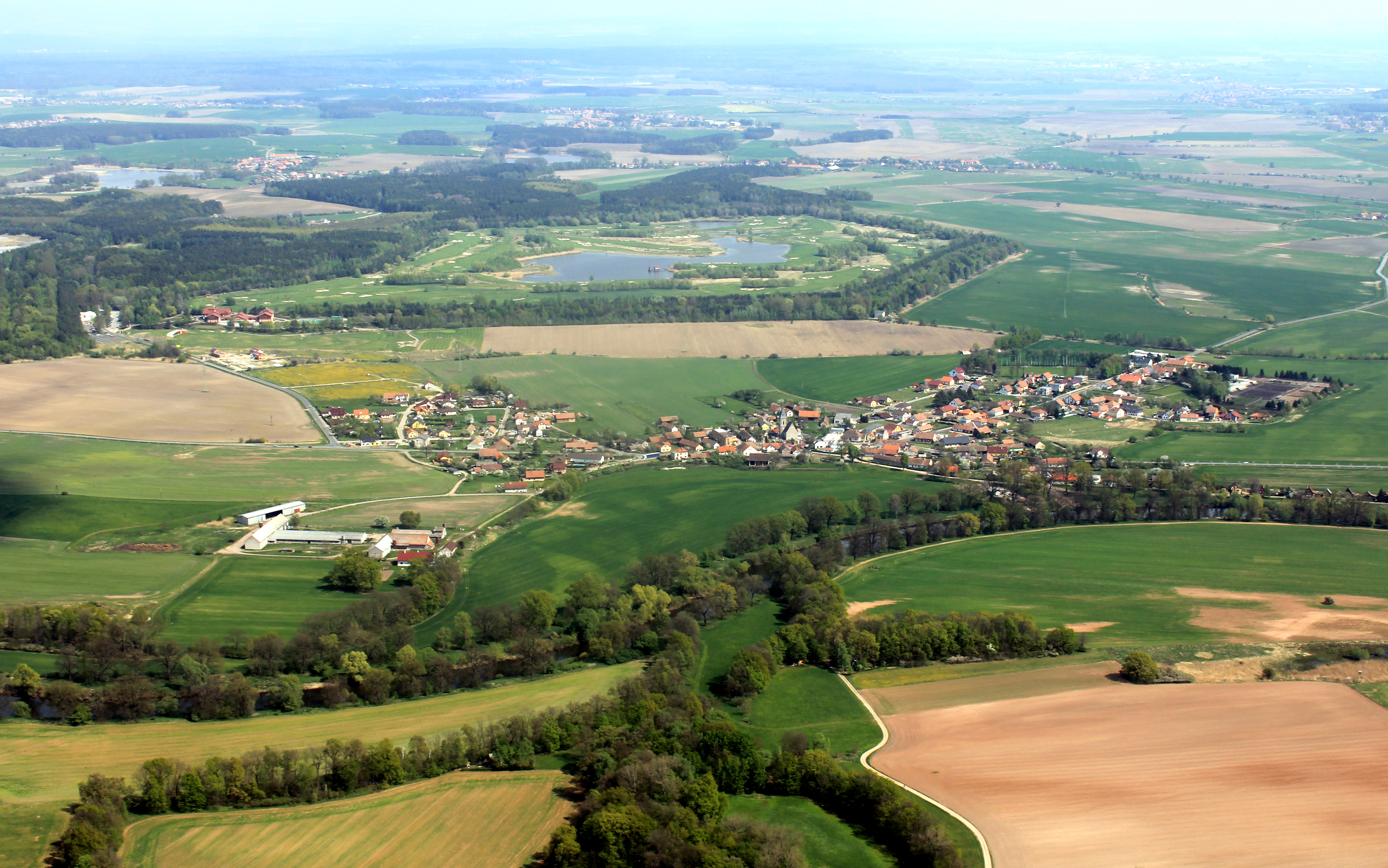
Letecký snímek
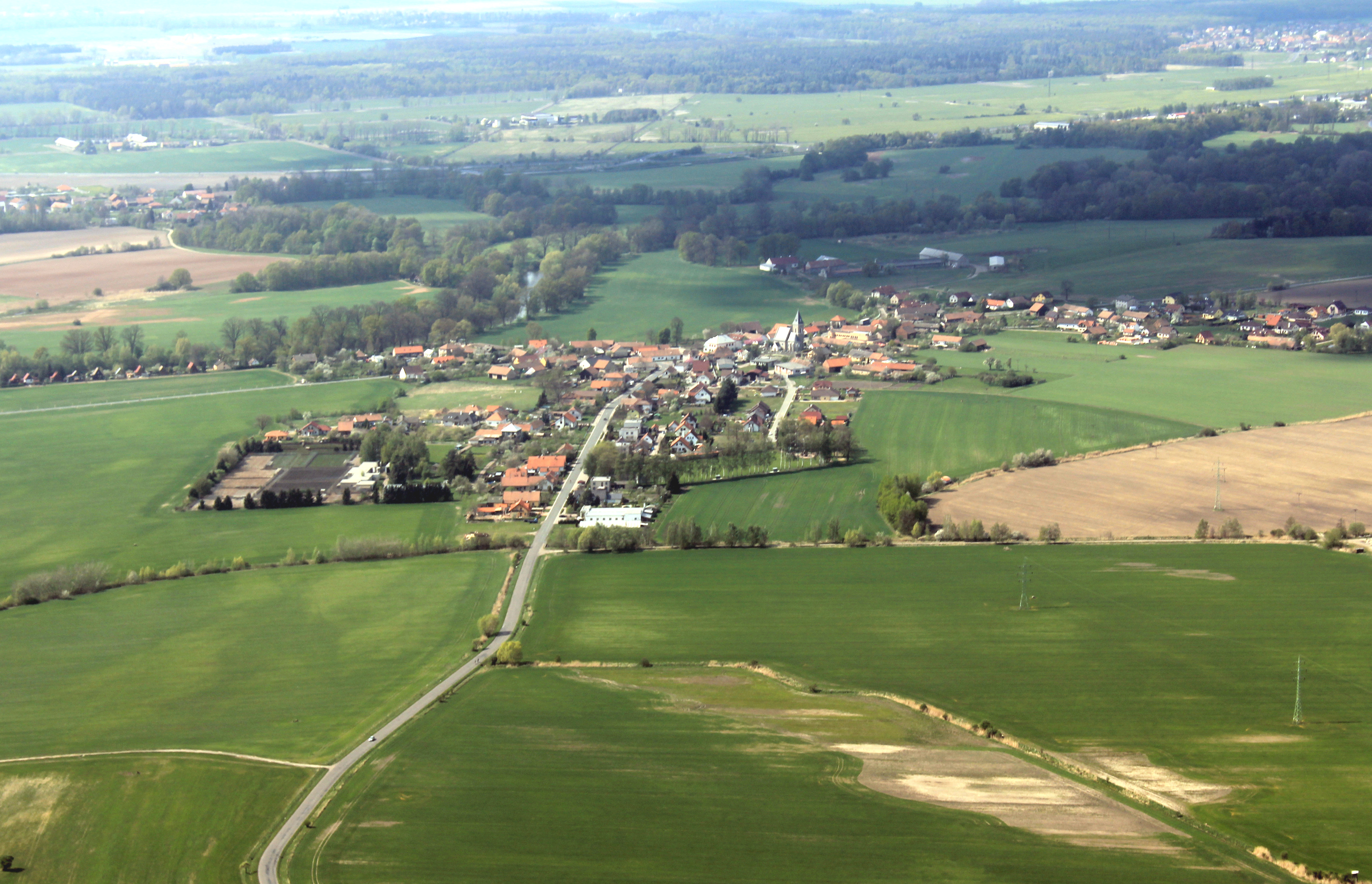
Letecký snímek
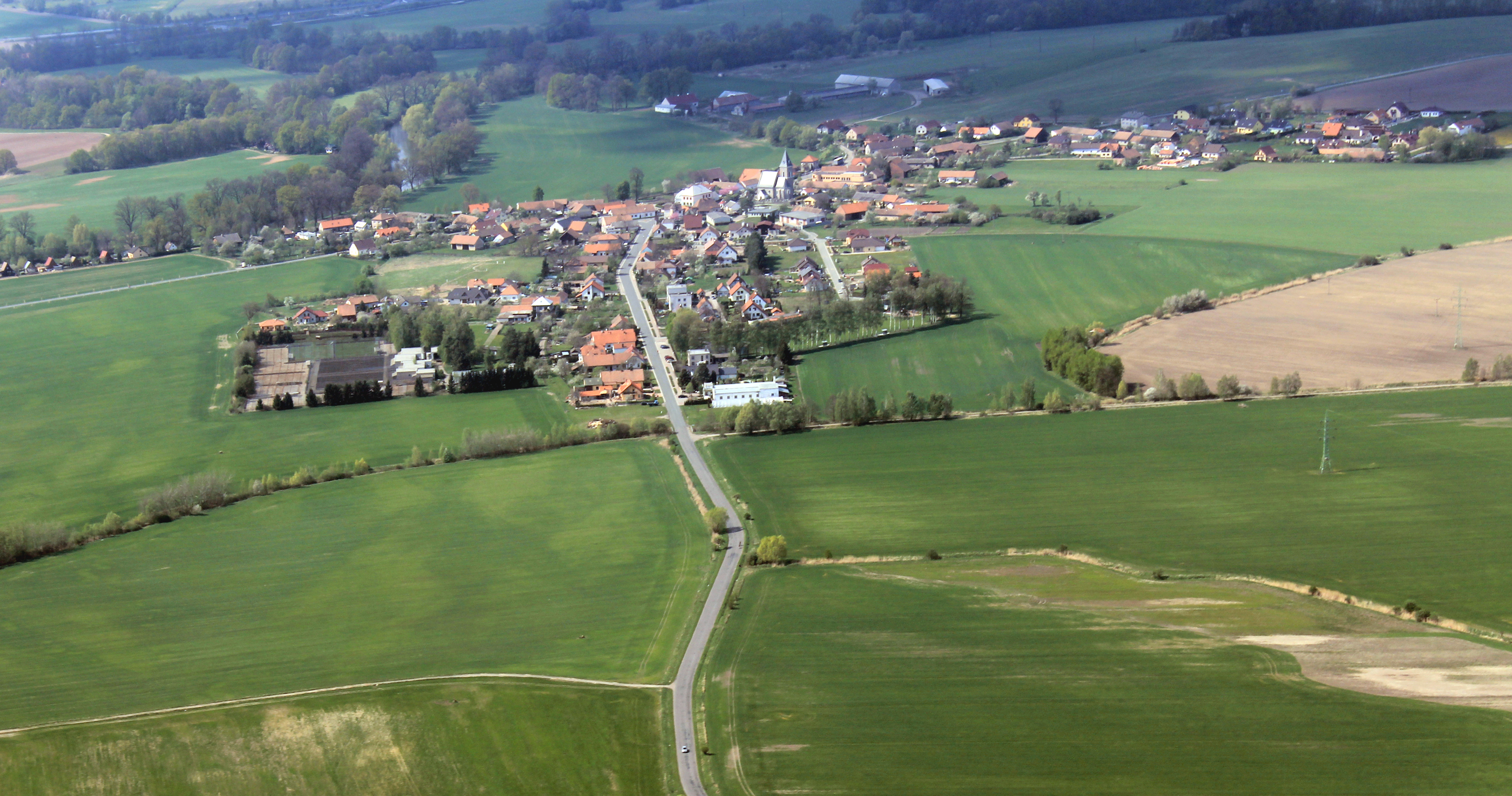
Letecký snímek